# Храпко Емануїл Ілліч
Еммануїл Ілліч Храпко (народився 20 червня 1947 в селі Завалля Снятинського району — помер 5 жовтня 1999, там само) — український художник, краєзнавець, просвітянин. 

## Біографічні відомості
Закінчив Івано-Франківський технікум фізичної культури і спорту. 15 років працював на спортивній роботі, рік у школі. Керований ним сільський спортивний колектив був одним з найкращих в області і Україні.
Працював у колгоспі художником-оформлювачем. Докладав зусиль, щоб створити у своєму селі Завалля краєзнавчий музей.
Брав участь у районих, та обласних виставках народної творчості. Його роботи отримували грамоти та призи. Працював у техниці ліногравюри, створив більше 100 графічних робіт у різних жанрах. Публікував свої статті та малюнки у районній та республіканській пресі.

## Творча і трудова діяльність
Улюблені техніки — ліногравюра і туш-перо. 
Переважно працює над екслібрисом. Книжкові знаки Еммануїла Храпка експонувались на міжнародних виставках в Словаччині, Росії, Польщі, Литві, Канаді, Бельгії, Італії, Голландії і інших країнах. В його творчому доробку до 250 екслібрисів. 
У час національного відродження 1988—1992 рр. багато подорожує і працює по Україні зі своєю переносною та Завальською січовою фотовиставками. 
Особливе місце в творчості митця займає Шевченкіана, доля отчої землі, її людей, історія нескореного українського народу, національне відродження. До 175-річчя Т. Шевченка видав каталог своїх робіт «Струни Кобзаря». До 180-річчя Т. Шевченка завершив десятирічну працю — створення 100 Шевченківських книжкових знаків, видав каталог. Створив ряд серій гравюр присвячених Т.Г. Шевченко: «Джерельна проза Кобзаря», «Солов’їний спів України», «Карпатська рапсодія».
Створив серію екслібрисів для організацій книголюбів 25 областей України під назвою «Книголюби України – Кобзареві». 
За 10 років творчої праці бере участь в 40 різноманітних виставках — обласних, українських, міжнародних. Його персональні виставки пройшли у Івано-Франківську, Оренбурзі, Києві та Канаді, у місті Палермо та музеї Т.Г. Шевченка у місті Ріджани, його роботи були подаровані музеям цих міст.
Підготував ілюстрації до повного зібрання Січових пісень України.
Ілюстрував книги Дарії Цвек, Мирослава Попадюка, Василя Скуратівського, а також різні каталоги, буклети, листівки, календарі, інше. Плідно співрацював з Видавничо-друкарською фірмою «ПрутПринт», зокрема з її директором, відомим фаховим видавцем Володимиром Карим.
Його роботи друкувалися в багатьох часописах, альманахах, каталогах України і за кордоном.

## Громадська діяльність
Був ініціатором проведення 90-літнього ювілею Завальської Січі в 1990 році в своєму рідному селі — Першого величного Народного свята українського відродження. Створив в селі Завалля 1993 року Перший Січовий музей в Галичині (у фотографіях). Видав історію свого рідного селі Завалля.
Член районної ради Товариства «Просвіта». Брав активну участь в громадсько-культурному житті.

## Пам'ять
На виставці у Дніпропетровському музеї «Літературне Придніпров’я» експонувалася серія гравюр, та екслібрисів «Струни серця», цьому заходу Регіональний клуб екслібриса та графіки «Кобзар» присвятив 123 засідання клубу.